# Kvasimåne

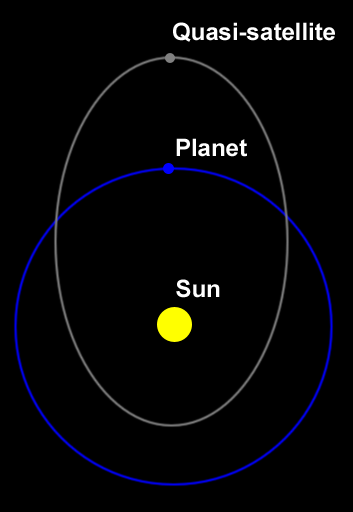
Skiss över en kvasimånes bana

En kvasimåne eller kvasisatellit är en kropp som rör sig i en speciell koorbital bana (1:1 resonans) med en planet och stannar nära planeten i många varv.
En kvasimånes omloppstid runt solen (stjärnan) är precis densamma som planetens, men banans excentricitet är annorlunda (vanligen större), som framgår av skissen till höger. När den ses från planeten förefaller kvasimånen att röra sig i en avlång retrograd bana runt planeten.
I motsats till äkta månar ligger kvasimånens bana utanför planetens Hillsfär och är instabil. Med tiden tenderar de att utvecklas till andra former av resonanta rörelser, där de inte längre befinner sig i planetens närhet, för att sedan återigen återgå till en kvasibana, etcetera...
Andra typer av banor i en 1:1-resonans med en planet innefattar hästskobanor och "grodyngelbanor" kring lagrangepunkterna, men kroppar i sådana banor stannar inte nära planetens longitud under många varv runt solen/stjärnan. Kroppar i hästskobana övergår ibland periodiskt och ganska kortvarigt till kvasisatellitbanor, och förväxlas ibland med kvasimånar. Ett sådant exempel är 2002 AA29.

## Exempel
Jorden
År 2014 har jorden flera kända kvasimånar: 164207 Cardea,
(277810) 2006 FV35,
2010 SO16,
, 2014 OL339 och  2023 FW13.
3753 Cruithne, 2002 AA29, och 2003 YN107 är asteroider i hästskobanor anslutna till jordbanan som kan övergå till kvasisatellitbanor. 2003 YN107 befann sig i en kvasisatellitbana från 1999 till 2006.
Venus
Venus har en kvasimåne 2002 VE68. Denna asteroid korsar också Merkurius och jordens banor och förefaller ha varit en "kompanjon" till Venus bara under de senaste 7000 åren eller så, och är dömd att kastas ut från sin bana om ungefär 500 år.
Neptunus
(309239) 2007 RW10 är en tillfällig kvasisatellit till Neptunus. Asteroiden har varit en kvasisatellit till Neptunus i ungefär 12 500 år och kommer att fortsätta med det ungefär lika länge till.
Andra planeter
Simuleringar visar att Uranus och Neptunus möjligtvis skulle kunna behålla kvasisatelliter för en tid som motsvarar solsystemets ålder (ungefär 4,5 miljarder år), medan en kvasisatellitbana endast skulle vara stabil runt Jupiter i tio miljoner år och 100 000 år runt Saturnus. Jupiter och Saturnus har kända kvasimånar.
Konstgjorda
I början av 1989 sändes den sovjetiska Phobos 2 in i en kvasisatellitbana runt marsmånen Phobos, med en genomsnittlig banradie på ungefär 100 km. Enligt beräkningar kan den sedan ha stannat bunden till Phobos närhet i flera månader. Farkosten förlorades på grund av fel på dess kontrollsystem.
Tillfälliga
Vissa objekt är kända som av en tillfällighet uppträder som kvasisatelliter, det vill säga att de inte tvingats in i banan av gravitationskraften från den kropp de är kvasisatelliter till. Dvärgplaneterna Ceres och Pluto samt småplaneten Vesta har kända tillfälliga småplaneter. I Plutos fall är den tillfälliga kvasisatelliten 15810 Arawn (1994 JR1), liksom Pluto själv, en plutino och tvingas in i förhållandet av Neptunus. Detta dynamiska beteende är återkommande och upprepas varje två miljoner år, varvid 15810 Arawn beter sig som kvasimåne till Pluto i nästan 350 000 år.